# Villa Marcello (Sambughè)
Villa Lin, Andrighetti, Carlotti-Zon, Marcello del Majno è una villa veneta di Sambughè, frazione di Preganziol, in provincia di Treviso. Si affaccia al lato occidentale del Terraglio.

## Storia
Appartenuta, come la vicina villa Bianchi, ai Lin, pervenne poi agli Andrighetti e da questi alla marchesa Teodora Carlotti-Zon. In seguito al matrimonio tra la figlia Andriana Zon e il conte Alessandro Marcello, passò alla famiglia di quest'ultimo che tuttora la abita.
Adriana Zon va ricordata per aver trasformato la villa in un luogo d'incontro per letterati, artisti e politici. Tra i suoi ospiti si annoverano la regina Margherita di Savoia con Vittorio Emanuele III bambino, Giacomo Zanella - che celebrò il parco in uno dei suoi componimenti -, Antonio Fogazzaro, Vittoria Aganoor, Fedele Lampertico e altri ancora. Negli anni 1888-89, in particolare, organizzò una serie di incontri tra alcune personalità del mondo politico ed ecclesiastico per trovare una base d'accordo su un concordato tra Stato e Chiesa; tra i partecipanti si segnalarono Geremia Bonomelli, Jacopo Bernardi, lo stesso Lampertico e Guglielmo Berchet.
Altri proprietari della villa degni di nota furono il già citato Alessandro Marcello, podestà di Venezia dal 1857 al 1859; suo figlio Girolamo, militare di carriera e senatore; suo nipote Alessandro, militare, antifascista e accademico, esperto di fitogeografia.

## Descrizione
Villa Marcello si inserisce in un contesto rurale ancora ben conservato, in parte compreso nella tenuta Marcello del Majno di cui essa stessa fa parte. In più occasioni questo complesso ha rischiato di venire danneggiato da alcuni progetti di viabilità che avrebbero intaccato il parco e frazionato l'azienda agricola. Il decreto di vincolo (risalente al 1962) e l'opposizione della Soprintendenza ha scongiurato queste eventualità; tuttavia in tempi più recenti l'area è stata interessata dalla realizzazione del passante di Mestre che, a causa delle limitazioni paesaggistiche, supera il Terraglio scorrendo sotto terra.
Costruita probabilmente tra il Sei e il Settecento, la villa ha assunto l'aspetto attuale nel corso dell'Ottocento. A questo periodo risale infatti la costruzione dell'annesso contiguo alla casa padronale, conferendo al palazzo una pianta ad L. Si tratta di volume di due livelli dall'aspetto molto semplice, con un porticato aperto sul cortile occidentale; il fronte opposto presenta una serie di dodici aperture, interrotta nel mezzo da un partito coronato da un timpano curvilineo con una coppia di finestre per piano.
La casa padronale ha due fronti simmetrici con quello principale rivolto a est, verso la strada. Esso si sviluppa su tre piani: il piano terra si caratterizza per un finto bugnato ed è diviso in tre parti a causa della distribuzione irregolare delle aperture (una coppia di finestre per parte e il portale con due finestre laterali al centro); il partito centrale è evidenziato ulteriormente da tre portefinestre aperte su un terrazzo e coronate da una cimasa in pietra, nonché dal timpano triangolare che sormonta l'ultimo piano.
La facciata è peculire anche per la presenza di due ali laterali più basse di un piano. Queste presentano una falsa terrazza al piano terra, costituita da una balaustra delimitata agli angoli da lesene a sostegno di un'ampia cornice marcapiano modanata.
Gli interni sono organizzati secondo il tradizionale schema dei palazzi veneziani, con il salone passante come fulcro. Quest'ultimo presenta delle ricche decorazioni: elementi monocromi sopra le porte e, incorniciati in cornici in stucco, affreschi con scene rurali relative alle quattro stagioni sulle pareti. L'autore delle opere, collocabili sul finire del Settecento, è ignoto; sono state attribuite a Pietro Antonio Novelli, Giuseppe Bernardino Bison e a Costantino Cedini.
Isolato nel parco, seminascosto dalla folta vegetazione, si trova un piccolo oratorio con campanile a vela.